# Oyter See
Der Oyter See ist ein Baggersee in der Gemeinde Oyten im Landkreis Verden, Niedersachsen.

## Beschreibung
Der See hat eine Länge von etwa einem Kilometer und eine maximale Breite von etwa 400 Metern, seine maximale Tiefe beträgt 14 Meter. Er liegt direkt am Bremer Kreuz und ist in den 1930er-Jahren durch Bodenabbau für den Autobahnbau entstanden. Danach wurde dem See noch bis 1962 Sand entnommen. Aus der Luft betrachtet ist die charakteristische Form eines L zu erkennen.
Der überwiegend von Gehölzbeständen umgebene See liegt innerhalb des Landschaftsschutzgebietes „Autobahnbaggersee bei Oyten“ und dient seit dem 16. Mai 1969 als Naherholungsgebiet. Er kann auf einem etwa drei Kilometer langen Rundweg umrundet werden. Am Ostufer des Sees befindet sich die Badestelle mit Strand und Liegewiese. Die Badestelle wird während der Badesaison von der Wasserwacht des Deutschen Rotes Kreuzes Kreisverband Verden bewacht und vom Landkreis Verden im Wasserlabor alle vier Wochen untersucht. Am Ostufer befindet sich auch ein Campingplatz mit Stellplätzen für Wohnmobile sowie ein Areal mit Mobilheimen.
Westlich des Sees verläuft der Embser Mühlengraben. Dieser recht nährstoffbelastete Graben war früher mit dem See verbunden. Aufgrund des Nährstoffeintrages in den eutroph eingestuften See kam es in den 1980er-Jahren vermehrt zur Blaualgenblüte, woraufhin der Zufluss in den See unterbrochen wurde.
Der See wird vom Angler-Verein Achim als Angelgewässer genutzt.

## Bildergalerie

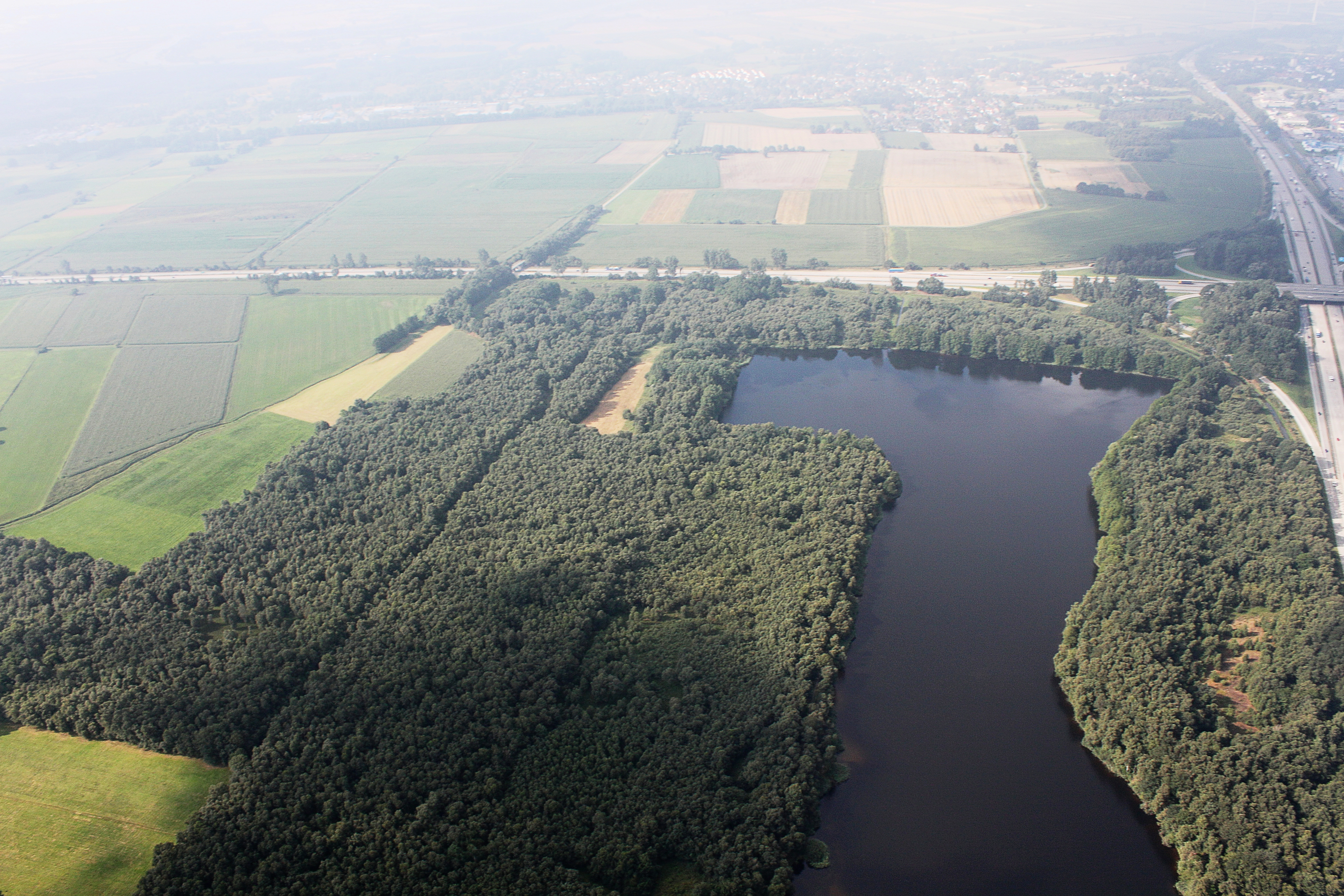
Luftbild mit Teilansicht des Oyter Sees, Blick nach Westen, August 2012
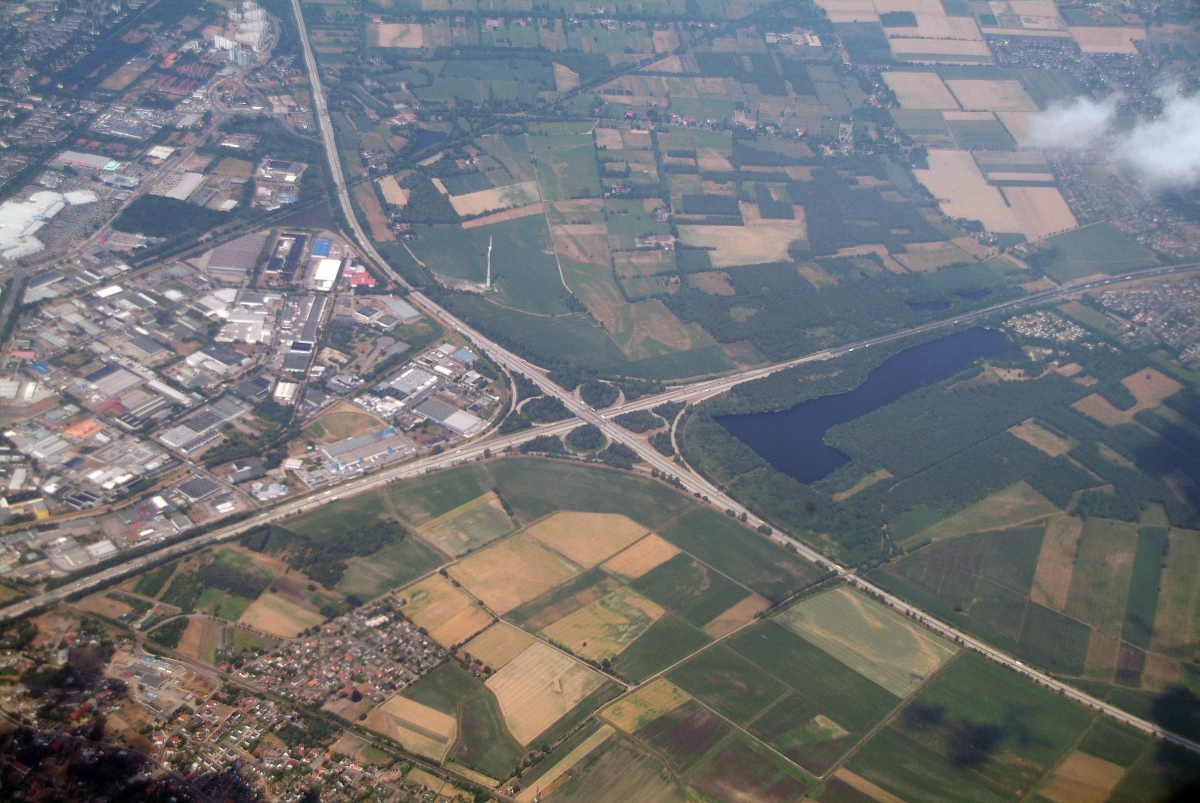
Luftbild mit Bremer Kreuz und Oyter See, Blick nach Norden, Juli 2010
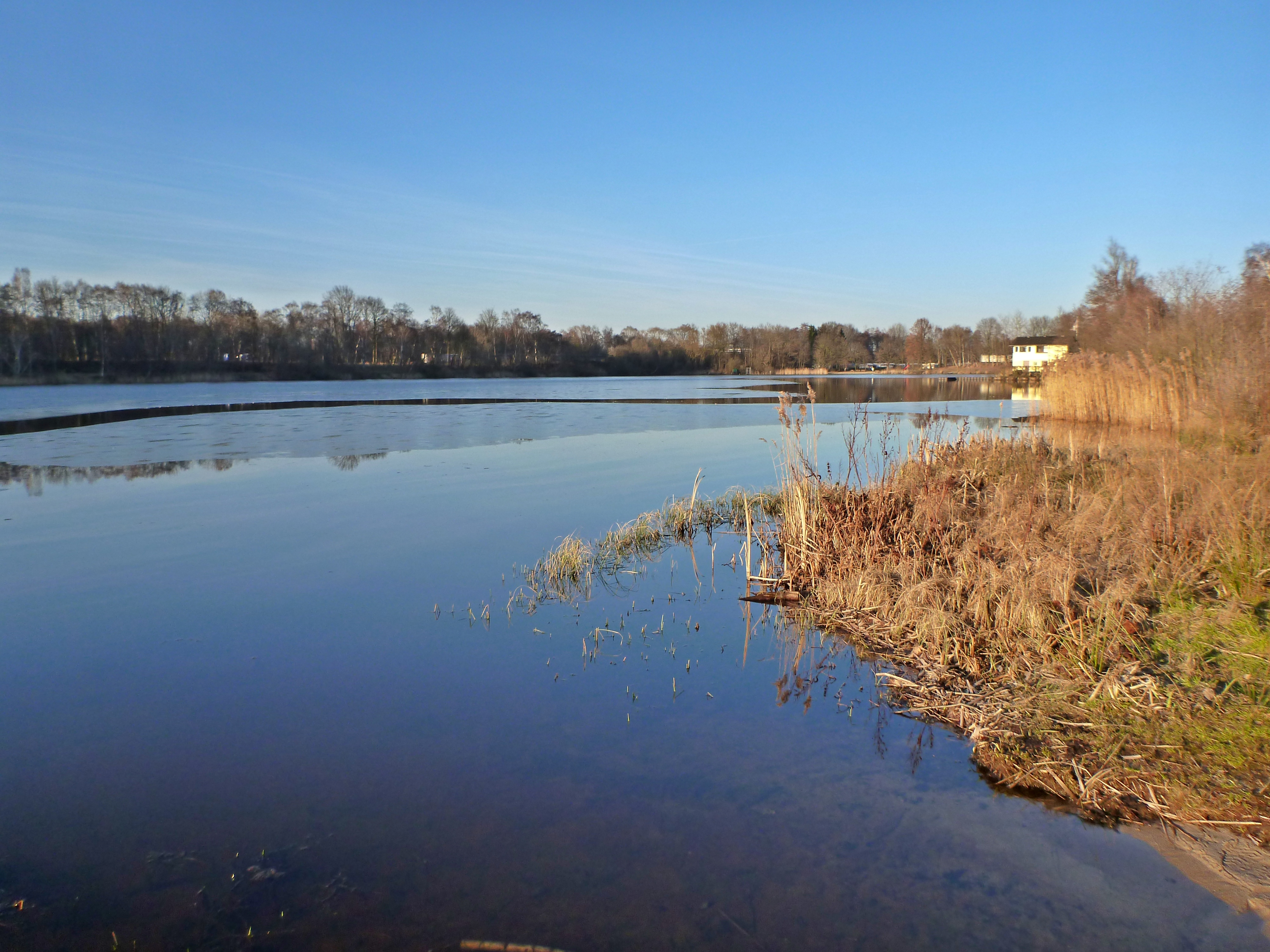
Blick von der Südostseite, mit Wasserwacht im Hintergrund, März 2013
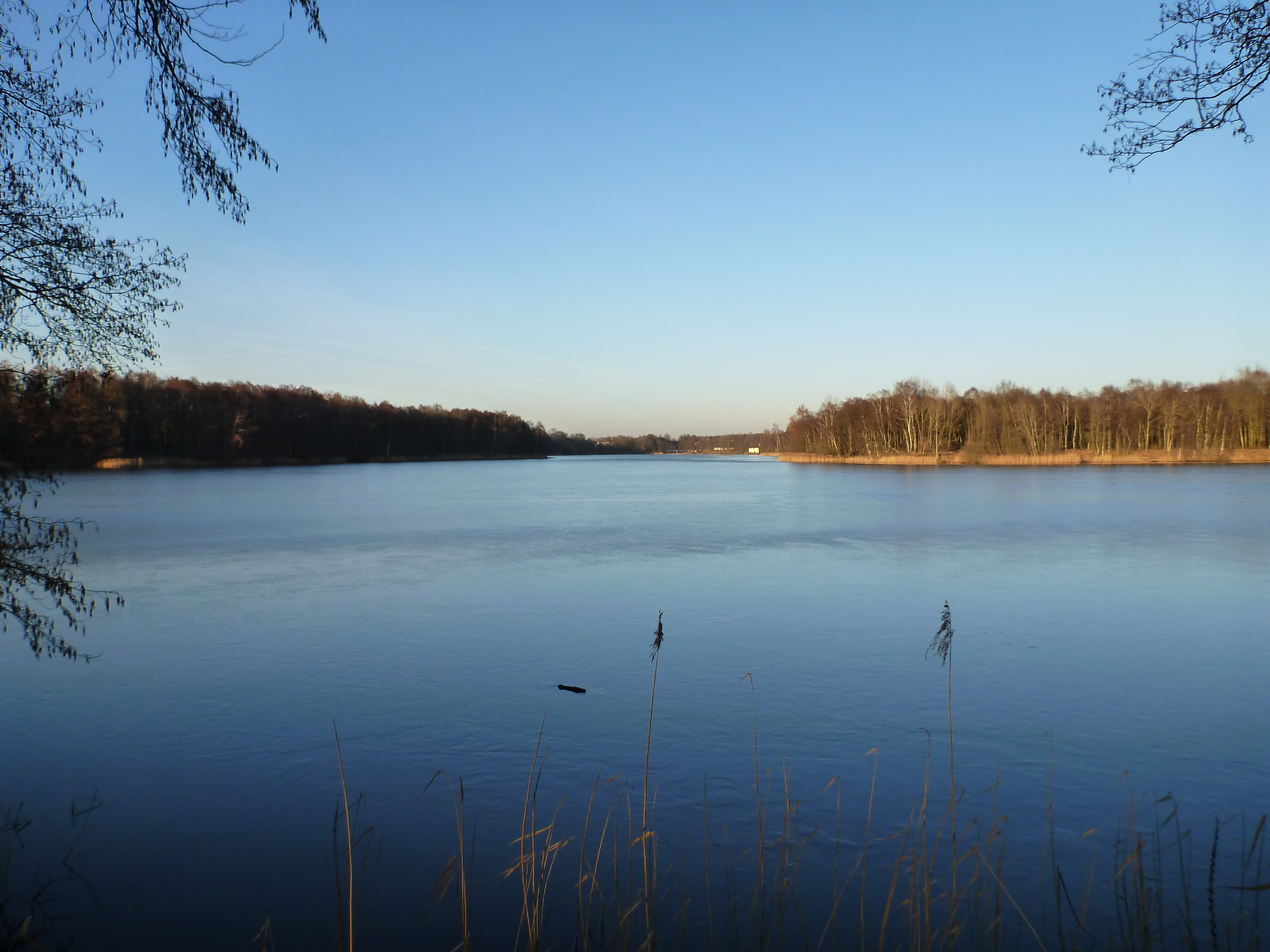
Ansicht von Südwesten, März 2013